# Walter-Engelmann-Bad
Das Walter-Engelmann-Bad ist ein ehemaliges Volksbad in Neustadt an der Weinstraße und ist als Kulturdenkmal in die  Denkmalliste der Stadt eingetragen.

## Geschichte
Das Bad wurde 1898–1899 durch den Architekten Karl Fischer auf dem Gelände des alten Bürgerhospitals erbaut. Der Namensgeber war Walter Engelmann. Es war damals das erste und lange Zeit auch das einzige Hallenbad in der Pfalz, später eines der ersten ambulanten Operationszentren bundesweit.
1992/1993 erwarb die Vitalitas von der Stadt Neustadt das inzwischen stillgelegte Walter-Engelmann-Volksbad und baute es in Abstimmung mit der Stadt und enger Koordination mit den Denkmalbehörden zum Gesundheitszentrum um. Zu Ehren des Gründers des Volksbad entstand die neue Adresse des Gesundheitszentrums: Walter-Engelmann-Platz 1.

## Architektur
Die ehemalige Badeanstalt ist ein T-förmiger Gebäudekomplex im Stile der Neorenaissance mit einer eingeschossigen Schwimmhalle und einer 1905/1906 ergänzten Bademeisterwohnung. Zur Talstraße hin wurde 1911 ein Erweiterungsbau angefügt.